# Hans Kilian (Drucker)

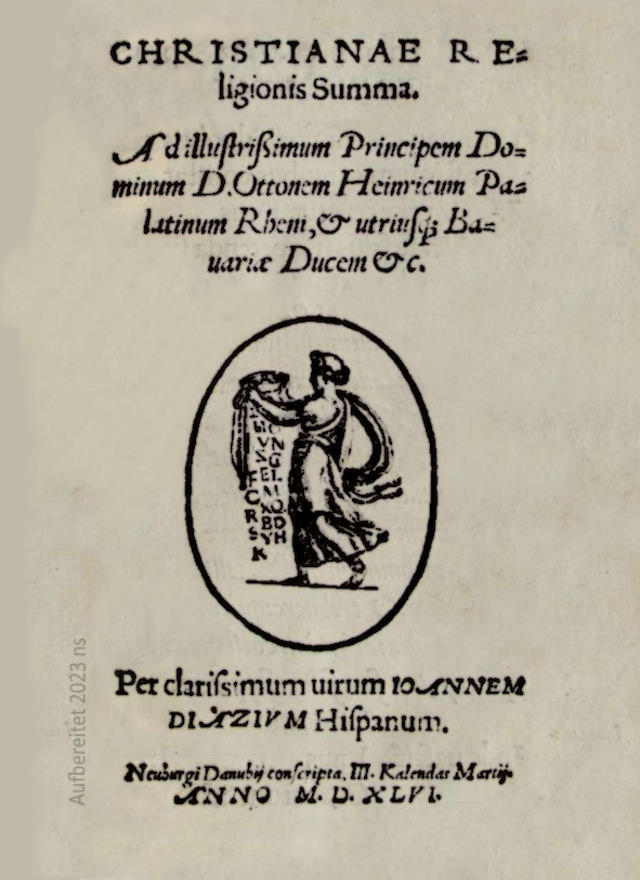
Werk Christianae Religionis Summa von Juan Diaz de Cuenca, gedruckt 1546 von Hans Kilian in Neuburg an der Donau mit dem Druckersignet der Druckerei Kilian, der Lettern siebenden Frau.

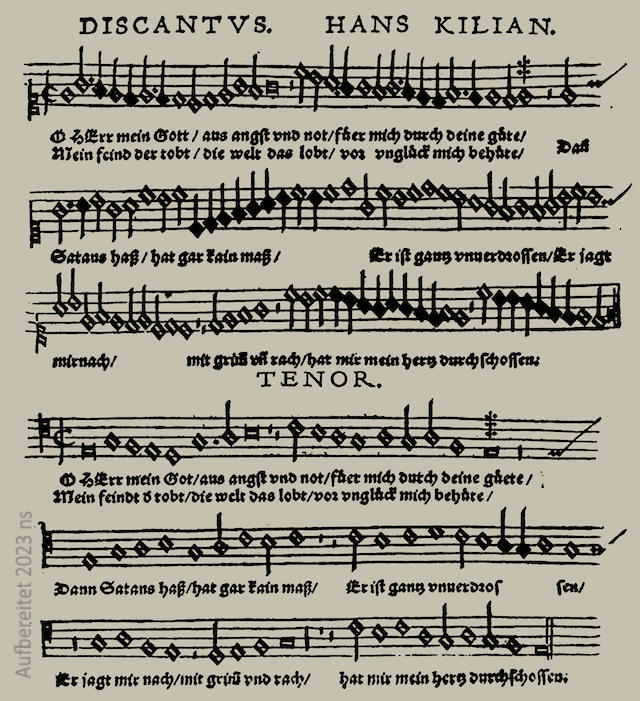
Komposition „Discantus“ von Hans Kilian, um 1556

Hans Kilian (* ca. 1515 in Neuburg an der Donau; † 29. Dezember 1595 in Passau) war ein deutscher Rentschreiber, Musiker, Kunsthandwerker, Illustrator, Buchdrucker und Verleger am Hof des Pfalzgrafen und späteren Kurfürsten Ottheinrich.

## Leben
Hans Kilian war vermutlich der Sohn des Neuburger Ratsherrn gleichen Namens im Dienste des Pfalzgrafen Ottheinrich. Um 1537 ist er als Mitarbeiter in der Finanzverwaltung des Fürstentums nachweisbar Nach Einführung der Reformation in der jungen Pfalz, dem Herrschaftsgebiet des Pfalzgrafen im Jahr 1542 wird vermutet, dass Ottheinrich den ihm wegen seiner vielfachen Begabungen aufgefallenen Hans Kilian mit dem Aufbau einer Druckerei in Neuburg an der Donau beauftragte.
Während für Kilian die Vertreibung des Mentors Ottheinrich aus seinem Herrschaftsgebiet und der Stadt Neuburg infolge der Schuldenkrise 1544 noch keinen wirtschaftlichen Schaden zufügte, bedeutete die über Ottheinrich ausgesprochene Reichsacht und die Einnahme der Stadt Neuburg durch Truppen Kaiser Karl V. am 21. September 1546 das Ende seiner Druckerei in der Herrenstraße A 85. Truppen des Kaisers plünderten und zerstörten die Werkstatt, während wenigstens das Wohnhaus in der Herrenstraße A 86 unversehrt blieb. Erstaunlicherweise wurde Hans Kilian zu einem nicht genau bestimmbaren Zeitpunkt, jedenfalls während der Besatzungszeit Neuburgs zwischen 1546 und 1550 und durch Kaiser Karl V. erlaubt ein Wappen zu führen und Lehen zu halten. Am 2. Februar 1550 bestellte Ottheinrich Kilian als Diener auf Lebenszeit, verbunden mit einem gesicherten jährlichen Sold von 100 Gulden und weiteren materiellen und immateriellen Vorteilen, etwa auf Reisen von einem Knecht begleitet zu werden. Der letzte belegte Druck aus der Kilianschen Druckerei ist für das Jahr 1557 belegt, in dem Pfalzgraf Wolfgang von Zweibrücken vermutlich aufgrund der Schulden Ottheinrichs an ihn die Regentschaft über die Stadt Neuburg übernahm. Spätestens nach dem Tod von Ottheinrichs 1559 und der Verlegung des Zentrums der „Jungen Pfalz“ nach Lauingen und der Einrichtung einer herrschaftlichen Druckerei dort im Jahr 1562 geriet Kilian in finanzielle Schwierigkeiten. 1569 war Kilian gezwungen sämtliches Neuburger Eigentum inklusive Inventar zu verkaufen Kilian lebte weiter in Neuburg zusammen mit seiner Ehefrau Ursula und zeugte bis zum Jahr 1579 zehn Kinder (Ursula, Elisabeth, Hans, Magnus, Maria Magdalena, Ludwig, Elisabeth, Anna Christina, Barbara und Andreas).

## Druckwerke 1544–1546
In der im Jahr 1544 errichteten Druckerei entstanden bis zur Zerstörung in Folge der Einnahme Neuburgs durch Kaiser Karl V. folgende Werke:

- Bartlme, Adam: Ain Christliche Leichpredig, Neuburg 1544; VD16 B 559; Digitalisat
- Ochino, Bernardino: Bildnus des Antechrists, Neuburg 1544; VD16 O 213; Digitalisat
- Ochino, Bernardino: Bildnus des Antechrists, Neuburg 1545; VD16 O 214; Digitalisat
- Gerlacher, Theobald: Auslegung des ainundneunzigsten Psalmen Dauids, Neuburg 1545; VD16 G 1557; Digitalisat
- Erasmus, Desiderius: Ain besonder schöner Dialogus oder Gesprech, Neuburg 1545; VD16 E 2436; Digitalisat
- Huberinus, Caspar: Vom̃ Christlichen Ritter, Neuburg 1545; VD16 H 5451; Digitalisat
- Luther, Martin: Enchiridion. Der Klain Catechismus, Neuburg 1545; VD16 L 5062[8]
- Luther, Martin: Der Psalter, Neuburg 1545; VD16 B 3312[9]
- Luther, Martin: Der Psalter. Teutsch, Neuburg 1545; VD16 B 3313[10]
- Marsilius de Padua: Ain Kurtzer Auszug des treffenlichen Wercks vnd Fridschirmbůchs, Neuburg 1545; VD16 M 1134; Digitalisat
- Ochino, Bernardino: XX. Predige, Neuburg 1545; VD16 O 220;Digitalisat
- Ochino, Bernardino: Zwaintzig Predige, Neuburg 1545; VD16 O 221; Digitalisat
- Bucer, Martin: De vera et falsa caenae Dominicae administratione, Neuburg 1546; VD16 B 8930; Digitalisat
- Díaz, Juan: Christianae Religionis Summa, Neuburg 1546; VD16 D 1378; Digitalisat
- Hedio, Caspar: Trost geschrifft, Neuburg 1546; VD16 H 944; Digitalisat
- Stancari, Francesco: Rabinorum recentiorum, et anabaptistarum falsa opinio de duobus Messijs, Einblattdruck, Neuburg 1546; Digitalisat
- Villegaignon, Nicolas Durand de: Des Allerdurchleuchtigisten vnd Grosmechtigsten Kaysers Karoli des fünfften/ Kriegszug in Aphricam für Algier, Neuburg 1546; VD16 D 3001[11]
- Ad pastores verbi Dei Neuburgi Danubij congregatos, Breuis institutio, Neuburg 1546; VD16 A 188; Digitalisat

## Druckwerke 1556–1557
Der Mitte des Jahres 1552 abgeschlossene Passauer Vertrag gab  Ottheinrichs die Herrschaft über seine „Junge Pfalz“ zurück und ermöglichte den allmählichen Wiederaufbau der Kilianschen Druckerei im Jahr 1556. In dieser zweiten Phase entstanden folgende Werke:

- Ochino, Bernardino: XXVI. Predige, Neuburg 1556; VD16 O 222
- Kirchen Ordnung, Neuburg 1556; VD16 P 2147; Digitalisat
- Kirchenordnung, Neuburg 1556; VD16 ZV 22219; Digitalisat
- Kirchen Ordnung, Neuburg 1556; VD16 P 2148; Digitalisat
- Kirchen Ordnung, Neuburg 1556; VD16 ZV 12410; Digitalisat
- Schůl Ordnung, Neuburg 1556; VD16 P 2151; Digitalisat
- Schul Ordnung, Neuburg 1556; VD16 ZV 26520; Digitalisat
- Von den Eesachen, Neuburg 1556; VD16 P 2152; Digitalisat
- Calvin, Jean: Zween Sendbrief, Neuburg 1557; VD16 C 306; Digitalisat
- Giannotti, Donato: Res publica Venetum, Neuburg 1557; VD16 G 1952; Digitalisat
- Giannotti, Donato: Res publica Venetum, Neuburg 1557; VD16 ZV 21376; Digitalisat
- Mandel, Christoph: Beweisung aus der Juden Gesatz, Neuburg 1557; VD16 M 539; Digitalisat
- Regiomontanus, Johannes: Fundamenta operationum, quae fiunt per tabulam generalem, Neuburg 1557; VD16 M 6536; Digitalisat

## Kompositionen
Kilian trat auch als Komponist von Liedern hervor; das sogenannte Heidelberger Kapellinventar von 1544 verzeichnet von ihm zwölf Werke, die aber nicht erhalten sind.
- Mottete
  - Memor esto

- Lieder
  - Das .a. die Lauten
  - Es thet ain maidlein frue auff stan
  - Hertz lieb
  - Ich armer sünder clag mich seer
  - So beissen dich
  - Vill kurtzweil in der Lauten ist
  - Vnd da der pfarrer köchin schlug
  - Vnd do ich saß
  - Vnd ein praunen peittel
  - Wasser Vogl
  - Wie kundt ich trost